# 大鱷龜
大鱷龜（学名：Macrochelys temminckii），又名真鱷龜，是大鱷龜屬的一個種，是世界最大的淡水龜之一。牠們與擬鱷龜共歸於鱷龜科，成體體型大且具有硬殼，因此少有天敵，咬合力強。種小名是為紀念荷蘭動物學家康拉德·雅各·特明克。

## 特徵
大鱷龜的頭部較重，脖子粗短而頭大，無法完全縮入殼内。龜殼長而厚，有三行大型的鱗脊。牠們與擬鱷龜不同，龜殼上有三行棘。體色呈灰色、褐色、黑色或橄欖綠色，殼上時常覆有一層藻類。眼睛周圍有散開的黃色斑紋，且有星星狀形似睫毛的肉質組織。
傳說在美國堪薩斯州曾發現一隻重達403磅（約183公斤）的大鱷龜，但紀錄上最重的只有236磅（約107公斤），並存放在芝加哥的布魯克菲爾德動物園，一般個體不會達到這種尺寸。成年的龜殼平均約有26吋（約66公分）長及重175磅（約79公斤）。雄龜一般較雌龜大。大型個體也可達約16-32吋（約41-81公分）。

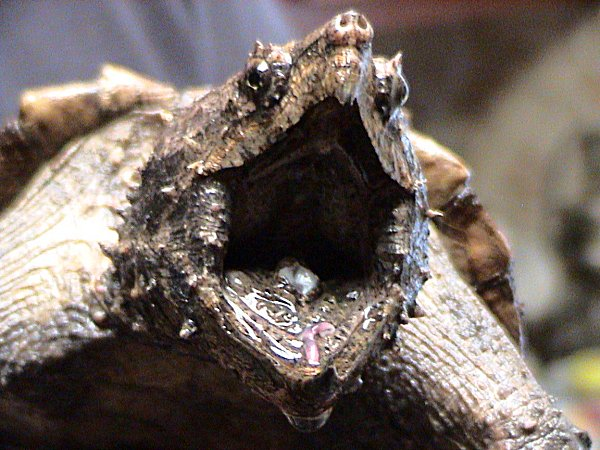
大鱷龜的頭部。

龜殼長12-15吋（約30-38公分）的鱷龜，就可以從泄殖腔的位置及尾巴底的厚度來辨別性別。雄龜的泄殖腔較遠離龜殼，而雌龜的泄殖腔非常靠近龜殼的邊緣。由於雄龜的生殖器官，其尾巴底會較厚。
大鱷龜的口腔具有偽裝，口腔除了舌頭之外的部位都是深色，舌頭呈粉红色，舌頭形似蠕蟲，用於捕捉魚類。捕獵時臥在水底不動並張開口。牠們的舌頭會模仿蠕蟲的動作，吸引獵物遊進牠們的口中。當獵物靠近，牠們就會急速閉口。
大鱷龜咬合力極強，且普遍性情兇猛，需小心應對。

## 分佈及棲息地
大鱷龜是北美洲最大的淡水龜，主要棲息在美國南部的水域。牠們可以潛在水中達3小時。大部分生命週期都居於水中，雌龜只有在築巢時才會上陸。

## 食性
大鱷龜是機會主義者，幾乎是完全的肉食性，主動捕食同時也吃腐肉。在美國北方的州份，如密西根州，幼龜甚至會吃植物。牠們一般會在缺乏食物的情況下或是夏天才會如此。當牠們成熟時，牠們會變成雜食性，對魚類的數量並不構成威脅。小魚往往是幼龜的食物來源。牠們的食物類型廣泛，主要吃魚類及死魚、無脊椎動物、腐肉及兩棲動物，也會吃蛇或其他龜，亦會吃鳥。飼養下的大鱷龜會吃任何肉類，包括牛肉、雞肉及豬肉，但要先引诱大鱷龜「開食」。成年的大鱷龜也曾被目擊獵食小型的鱷魚。

## 繁殖及壽命
大鱷龜12歲達到性成熟。每年會交配一次，南方的是在初春，而北方的則是在春末。雌龜負責築巢，2個月後會生10-50顆蛋。幼龜的性別會視蛋孵化時的溫度來決定。巢一般位於水邊最少4.6公尺以外的地方，避免氾濫及水浸。孵化期為100-140日，幼龜會於初冬出生。
野外大鱷龜的一般壽命不明，據信可以活到150歲。飼養下的壽命一般為20-70歲。

## 飼養
大鱷龜有時會被當作寵物。由於其大小及獨特的需求，牠們並非容易飼養的寵物。牠們比起擬鱷龜較不喜歡咬人，但在受威脅時則會咬人，能輕易咬斷手指。在一些非天然分佈的州份，如加利福尼亞州，一般都禁止飼養牠們。
許多人因為不擬續養，便將其隨意棄養在水池或河裡。在台灣台中市的國立中興大學，校方在清理中興湖的淤泥時，在其中發現兩隻約10年前被放生的大鱷龜，由於湖內食物充足，令鱷龜長至半公尺長、20公斤重。在香港也有發現不少的鱷龜被棄養在明渠上和垃圾筒裡，主要在新界一帶。這些做法，都會對放生地的原生物種帶來傷害。

## 保育狀況
大鱷龜由於人類的獵殺及失去棲息地，被世界自然保護聯盟列成易危。獵殺牠們是為其龜殼，其胸甲的十字架形狀具高價值。也有將鱷龜烹制龜湯等。
大鱷龜受到《瀕危野生動植物種國際貿易公約》附錄三的保護，限制其出口及國際貿易。

## 外部連結
- Alligator Snapping Turtle Foundation
- Alligator vs. Common Snapping Turtle - Chelydra.org（页面存档备份，存于）